# أليكس رو
أليكس رو (بالإنجليزية: Alex Roe) هو لاعب كرة قدم وممثل بريطاني، ولد في 18 يونيو 1990 بوستمنستر في المملكة المتحدة.

## أعمال

### أفلام
- (2016) الموجة الخامسة[4]
- (2018) ليالي الصيف الحارة

Rings (2017)

### مسلسلات
- صفارة الإنذار

## وصلات خارجية
- أليكس رو على موقع IMDb (الإنجليزية)
- أليكس رو على موقع روتن توميتوز (الإنجليزية)
- أليكس رو على موقع ألو سيني (الفرنسية)
- أليكس رو على موقع أول موفي (الإنجليزية)
- أليكس رو على موقع قاعدة بيانات الفيلم (الإنجليزية)